# Orthotrichia kasyi
Orthotrichia kasyi är en nattsländeart som beskrevs av Chantaramongkol och Malicky 1986. Orthotrichia kasyi ingår i släktet Orthotrichia och familjen smånattsländor. Inga underarter finns listade i Catalogue of Life.